# Pedro Sanjurjo González
Pedro Sanjurjo González (Abres (Vegadeo), 20 de marzo de 1958) es un político español, que ocupó el cargo de presidente de la Junta General del Principado de Asturias desde 2012 hasta 2019. Previamente, entre 1999 y 2011 fue concejal del Ayuntamiento de Gijón.

## Como concejal del Ayuntamiento de Gijón
Nació en Abres, concejo de Vegadeo, en 1958. Desde 1967 su residencia ha estado en Gijón. Se afilió al Partido Socialista Obrero Español (PSOE) y a las Juventudes Socialistas de España en 1974, teniendo un papel muy activo en el PSOE y en la UGT en plena Transición. En 1988 fue nombrado secretario general de la Agrupación Socialista de Gijón (hasta 1994) y en las elecciones municipales de 1999 consiguió su primer cargo institucional como concejal del Ayuntamiento de Gijón, siendo alcaldesa Paz Fernández Felgueroso. Fue designado Portavoz del Grupo Municipal Socialista, primer Teniente de Alcalde y Concejal del Coordinación Administrativa y Hacienda. Repite todos estos cargos en la Corporación 2003-2007. En la Corporación 2007-2011 fue concejal delegado de Urbanismo e Infraestructuras, portavoz del Grupo Municipal del PSOE, segundo teniente de alcalde y miembro de la Junta de Gobierno y de la Junta de Portavoces. En su periodo como concejal de urbanismo impulsó el denominado Plan de Vías y sacó adelante un Plan General de Ordenación (2011), el cual fue abolido por la justicia en 2015.Abandonó el Ayuntamiento en 2011 al no optar por la reelección como concejal.

## Como presidente de la Junta General
En las elecciones autonómicas anticipadas de marzo de 2012 fue elegido diputado de la Junta General. Fue, a su vez, nombrado presidente de dicha institución durante la IX Legislatura (2012-2015). En las elecciones de 2015 repite cargo como diputado y vuelve a ser elegido presidente durante la X Legislatura (2015-2019).Al acabar la legislatura en 2019 abandonó la política institucional después de 20 años.

## Vida personal
Es hermano de Jesús Sanjurjo González, quien fue el primer secretario general de la FSA-PSOE en la época democrática Española, y está casado con la también política socialista María José Ramos Rubiera. Tienen dos hijos.